# Xavier do Vale
Joaquim Antônio Xavier do Vale (Cuiabá, 14 de março de 1824 — ?, 16 de maio  de 1904) foi um militar e político brasileiro.

## Biografia
Nasceu no dia 14 de março de 1824, em Cuiabá, filho do alferes Antônio Xavier do Vale e de Ana Efigênia Xavier do Vale. Ingressou no Exército em junho de 1837, como praça. Foi condecorado por sua participação na Campanha do Uruguai, ascendeu à diretoria do Arsenal de Guerra da Província do Mato Grosso, a capitão de artilharia e, em fevereiro de 1890, a general de brigada.
Em 1894, foi eleito deputado federal para a 23ª Legislatura, de 1894 a 1896, pelo Mato Grosso. Reelegeu-se para as 24ª, de 1897 a 1899, e 25ª, de 1900 a 1902. Para a 26ª Legislatura, de 1903 a 1905, elegeu-se pelo Rio Grande do Sul.
Faleceu no exercício da legislatura, em 16 de maio de 1904, sendo substituído por Rivadávia Correia, eleito em eleição especial.